# Laghi dell'Argentina
La seguente voce è un elenco di laghi dell'Argentina
- Argentino
- Lago Aluminé
- Lago Buenos Aires (Lago General Carrera in Cile)
- Cardiel
- Cerro Colorados (artificiale)
- Colhué Huapi
- Ezequiel Ramos Mexìa (artificiale)
- Fagnano
- Florentino Ameghino (artificiale)
- Mar Chiquita (Laguna)
- Gualicho (Salina)
- Menéndez
- Musters
- Nahuel Huapi
- Nihuil (artificiale)
- Lago Quiroga
- Lago San Roque
- Lago Strobel
- San Martín (chiamato lago O'Higgins in Cile)
- Viedma